# Olympische Sommerspiele 1904/Leichtathletik – 200 m (Männer)
Der 200-Meter-Lauf der Männer bei den Olympischen Spielen 1904 in St. Louis wurde am 31. August 1904 im Francis Field ausgetragen. Es war das einzige Mal, dass dieser Wettbewerb bei Olympischen Spielen auf einer geraden Bahn stattfand. Je nach Quelle gab es fünf oder sieben Teilnehmer.
Im Finale standen nur US-Amerikaner. Olympiasieger wurde Archie Hahn vor Nate Cartmell und William Hogenson.

## Rekorde
Alle unten genannten – allerdings inoffiziell geführten – Weltrekorde wurden in Rennen über 220 Yards aufgestellt, das entspricht 201,168 Metern.
| Weltrekord         | 21,2 s | Bernard Wefers   | USA | New York (USA), 30. Mai 1896 – gerade Bahn |
| Weltrekord         | 21,2 s | John Maybury     | USA | Chicago (USA), 5. Juni 1897                |
| Weltrekord         | 21,2 s | Bernard Wefers   | USA | Toronto (Kanada), 25. September 1897       |
| Olympischer Rekord | 22,2 s | Walter Tewksbury | USA | OS Paris (FRA), Finale, 22. Juli 1900      |

Folgende Rekorde wurden bei diesen Olympischen Spielen über 200 Meter gebrochen oder eingestellt:
| ORe | 22,2 s | USA | Archie Hahn | 1. Vorlauf, 31. August |
| OR  | 21,6 s | USA | Archie Hahn | Finale, 31. August     |

## Ergebnisse

### Vorläufe
31. August 1904

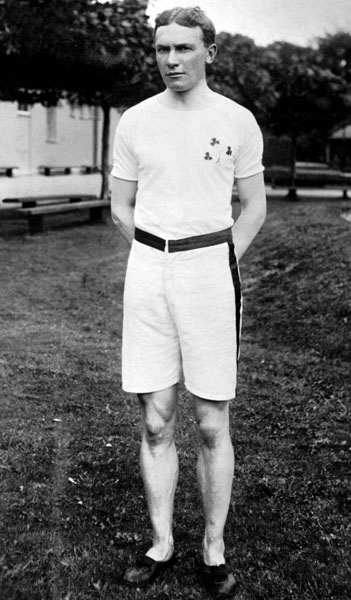
Robert Kerr – ausgeschieden als Dritter des ersten Vorlaufs

Die Sieger und Zweitplatzierten beider Vorläufe (farbig unterlegt) kamen ins Finale. Die Tatsache, dass überhaupt Vorläufe stattfanden, spricht eher für sieben Teilnehmer, denn wenn es nur fünf gewesen wären, hätte die Entscheidung in einem Rennen ohne Vorläufe ausgetragen werden können, in dem Fall wäre nur ein einziger Läufer ausgeschieden. Das würde jedoch bedeuten, dass in den beiden Tabellen unten zwei Sportler fehlen.

#### 1. Vorlauf
| Platz | Athlet        | Land | Zeit (s) |
| ----- | ------------- | ---- | -------- |
| 1     | Archie Hahn   | USA  | 22,2 ORe |
| 2     | Nate Cartmell | USA  | k. A.    |

#### 2. Vorlauf
| Platz | Athlet           | Land   | Zeit (s) |
| ----- | ---------------- | ------ | -------- |
| 1     | William Hogenson | USA    | 22,8     |
| 2     | Fay Moulton      | USA    | k. A.    |
| 3     | Robert Kerr      | Kanada | k. A.    |

### Finale
31. August 1904
| Platz | Athlet           | Land | Zeit (s) |
| ----- | ---------------- | ---- | -------- |
| 1     | Archie Hahn      | USA  | 21,6 OR  |
| 2     | Nate Cartmell    | USA  | 21,9000  |
| 3     | William Hogenson | USA  | k. A.000 |
| 4     | Fay Moulton      | USA  | k. A.000 |

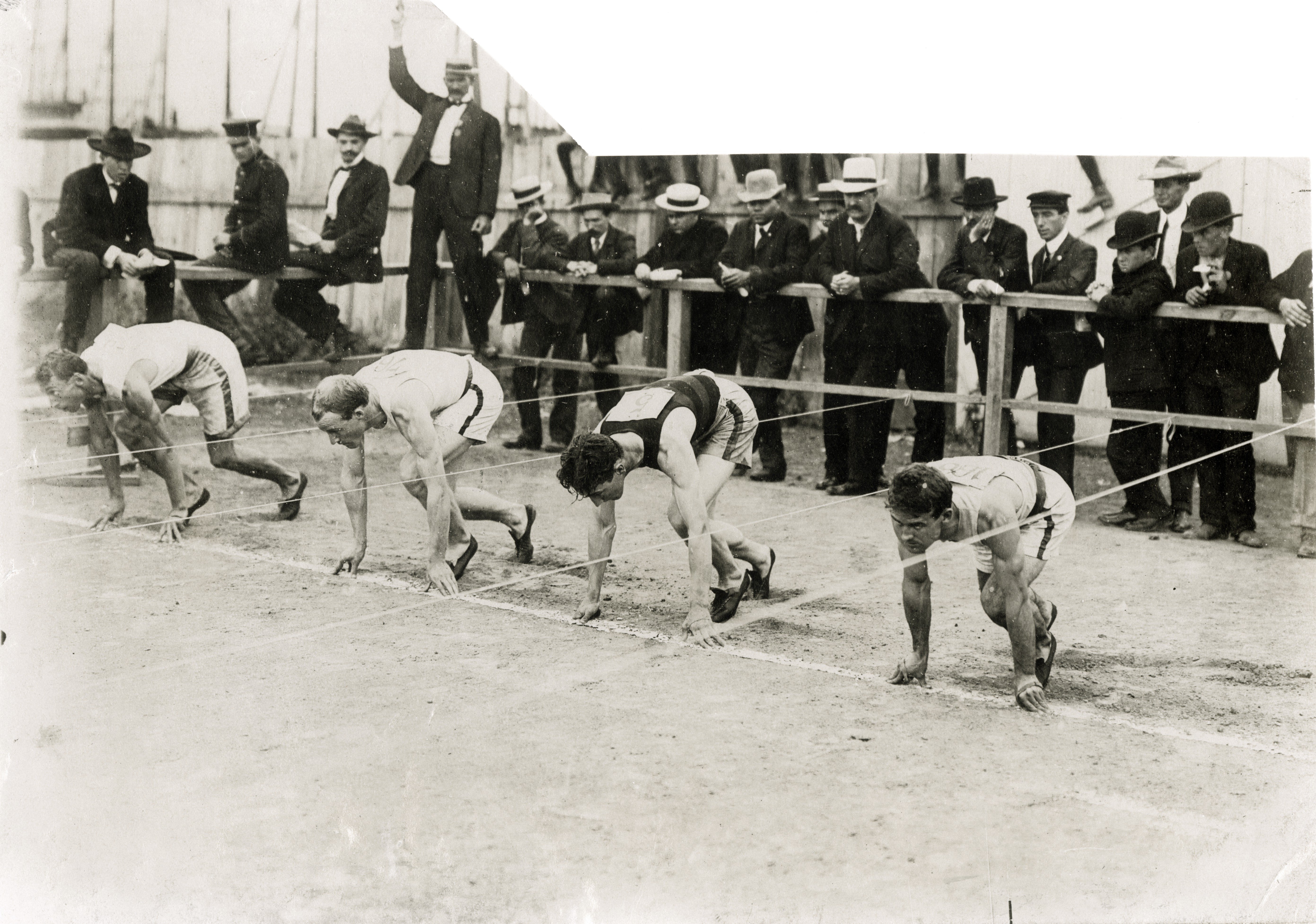
Start zum 200-Meter-Lauf

Der Start dieses Finales mit vier Sprintern verlief kurios. Archie Hahn stand ganz kurz davor, einen Fehlstart zu verursachen, wippte jedoch gerade noch vor dem Signal des Starters zurück. In der Folge waren Hahns drei Konkurrenten so irritiert, dass sie allesamt einen Fehlstart fabrizierten. Dafür wurden sie nach den damals gültigen Regeln am Start um ein Yard zurück versetzt. So ging Hahn vom Start weg in Führung, während vor allem Nate Cartmell ganz schlecht wegkam und sich gleich einen kaum mehr einholbaren Rückstand einhandelte.
An der 20-Yards-Marke hatte Cartmell sieben Yards Rückstand, fing sich aber und konnte noch zwei Konkurrenten überholen. Für den drittplatzierten William Hogenson wird in einigen Quellen eine Zeit von 22,1 Sekunden angegeben.
Für drei Medaillengewinner verliefen diese Spiele durchweg erfolgreich. Archie Hahn siegte auch über 60 und 100 Meter, Nathan Cartmell wurde drei Tage später Zweiter über 100 Meter, William Hogenson errang außerdem noch Silber über 60 und Bronze über 100 Meter.

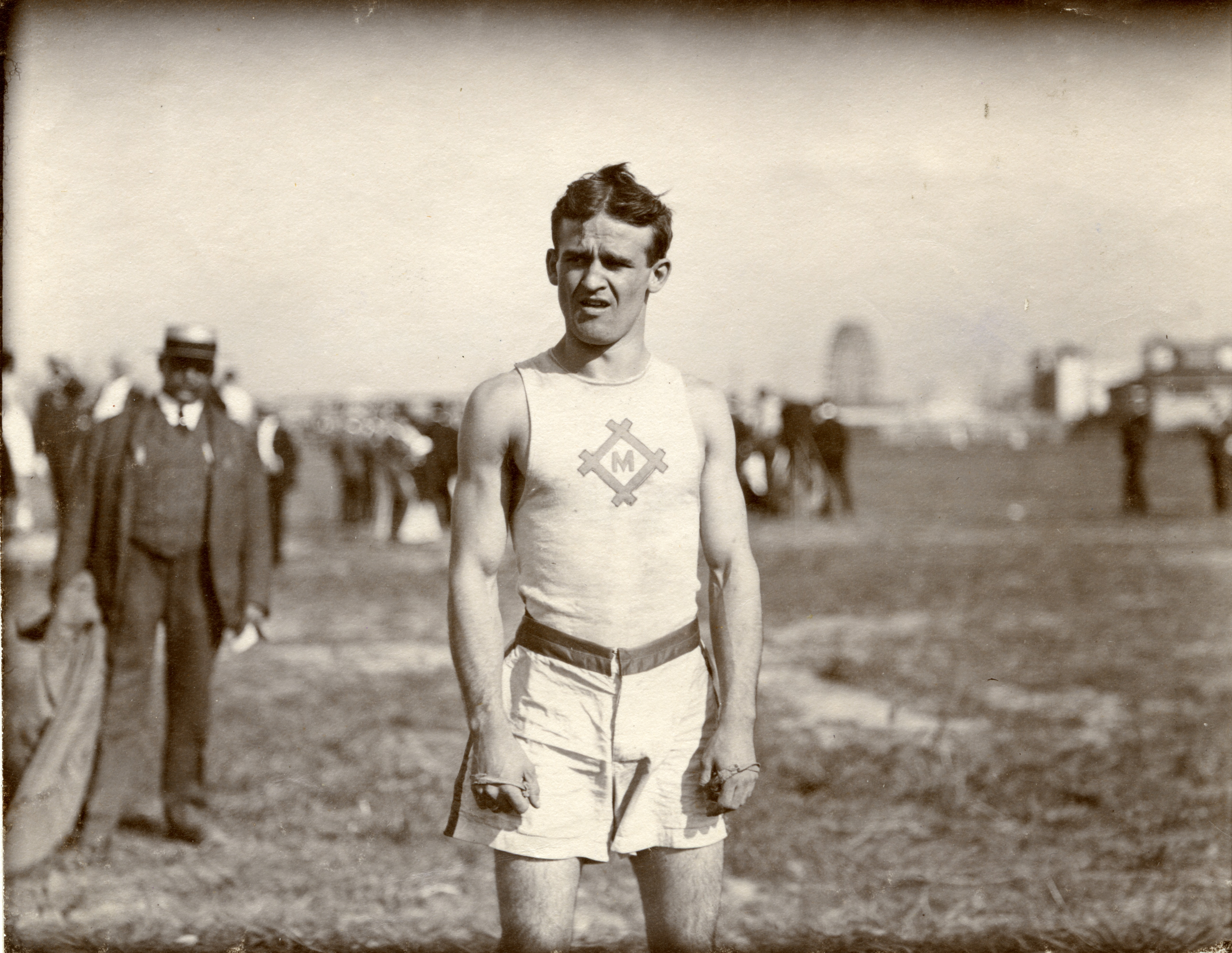
Der dreifache Sprintolympiasieger Archie Hahn
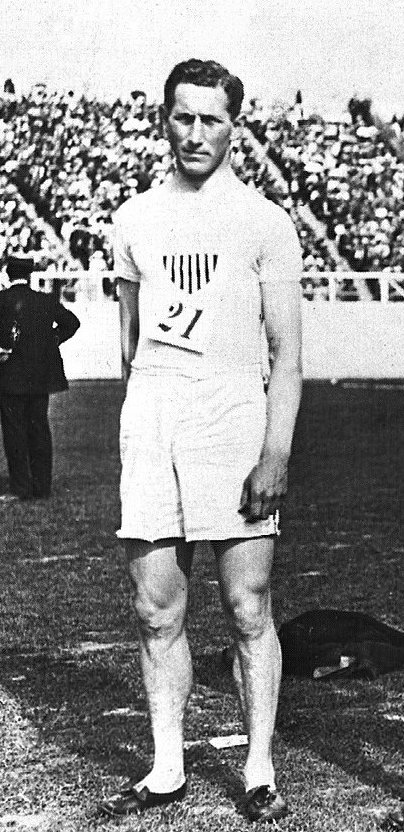
Nate Cartmell – zweifacher Olympiazweiter (100 / 200 Meter), hier in einer Aufnahme von 1908
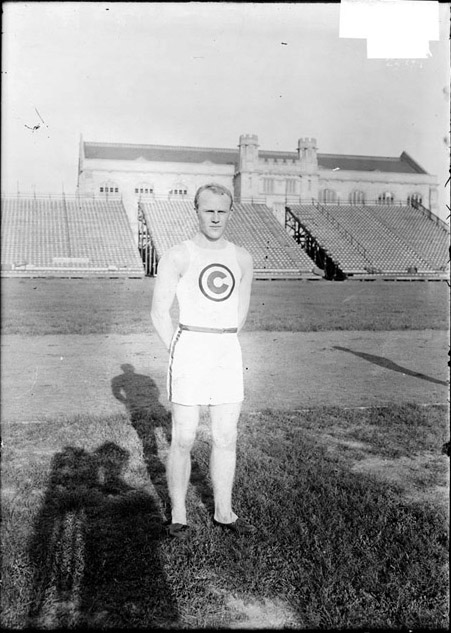
William Hogensen gewann Bronze über 100 und 200 Meter sowie Silber über 60 Meter